# Umut Meraş
Cengiz Umut Meraş (Istanbul, 20 dicembre 1995) è un calciatore turco, difensore dell'Eyüpspor.

## Carriera

### Club
Il 31 agosto 2018, dopo 92 presenze complessive con il Boluspor, viene acquistato dal Bursaspor, con cui firma un quadriennale. Il 21 settembre debutta con la nuova squadra nella partita di Süper Lig contro l'İstanbul Başakşehir finita 0-0.
Il 13 agosto 2019 viene acquistato per due milioni di euro dai francesi del Le Havre.
Il 30 agosto 2021 fa ritorno in patria firmando per il Beşiktaş.

### Nazionale
Il 24 maggio 2019 riceve la sua prima convocazione in nazionale maggiore turca il 24 maggio 2019. Sei giorni dopo esordisce nell'amichevole vinta per 2-1 contro la Grecia, disputando da titolare l'intera partita.

## Statistiche

### Presenze e reti nei club
Statistiche aggiornate al 16 giugno 2021.
| Stagione        | Squadra         | Campionato      | Campionato | Campionato | Coppe nazionali | Coppe nazionali | Coppe nazionali | Coppe continentali | Coppe continentali | Coppe continentali | Altre coppe | Altre coppe | Altre coppe | Totale | Totale |
| Stagione        | Squadra         | Comp            | Pres       | Reti       | Comp            | Pres            | Reti            | Comp               | Pres               | Reti               | Comp        | Pres        | Reti        | Pres   | Reti   |
| --------------- | --------------- | --------------- | ---------- | ---------- | --------------- | --------------- | --------------- | ------------------ | ------------------ | ------------------ | ----------- | ----------- | ----------- | ------ | ------ |
| 2014-2015       | Boluspor        | 1. Lig          | 11         | 0          | TK              | 0               | 0               | -                  | -                  | -                  | -           | -           | -           | 11     | 0      |
| 2015-2016       | Boluspor        | 1. Lig          | 22         | 0          | TK              | 5               | 0               | -                  | -                  | -                  | -           | -           | -           | 27     | 0      |
| 2016-2017       | Boluspor        | 1. Lig          | 13+1       | 0          | TK              | 6               | 0               | -                  | -                  | -                  | -           | -           | -           | 20     | 0      |
| 2017-2018       | Boluspor        | 1. Lig          | 27+2       | 2          | TK              | 2               | 0               | -                  | -                  | -                  | -           | -           | -           | 31     | 2      |
| ago. 2018       | Boluspor        | 1. Lig          | 3          | 0          | TK              | 0               | 0               | -                  | -                  | -                  | -           | -           | -           | 3      | 0      |
| Totale Boluspor | Totale Boluspor | Totale Boluspor | 76+3       | 2          |                 | 13              | 0               |                    | -                  | -                  |             | -           | -           | 92     | 2      |
| ago. 2018-2019  | Bursaspor       | SL              | 27         | 2          | TK              | 0               | 0               | -                  | -                  | -                  | -           | -           | -           | 27     | 2      |
| 2019-2020       | Le Havre        | L2              | 22         | 0          | CF+CdL          | 0+0             | 0+0             | -                  | -                  | -                  | -           | -           | -           | 22     | 0      |
| 2020-2021       | Le Havre        | L2              | 31         | 1          | CF              | 0               | 0               | -                  | -                  | -                  | -           | -           | -           | 31     | 1      |
| Totale Le Havre | Totale Le Havre | Totale Le Havre | 53         | 1          |                 | 0               | 0               |                    | -                  | -                  |             | -           | -           | 53     | 1      |
| Totale carriera | Totale carriera | Totale carriera | 159        | 5          |                 | 13              | 0               |                    | -                  | -                  |             | -           | -           | 172    | 5      |

### Cronologia presenze e reti in nazionale
| Cronologia completa delle presenze e delle reti in nazionale ― Turchia | Cronologia completa delle presenze e delle reti in nazionale ― Turchia | Cronologia completa delle presenze e delle reti in nazionale ― Turchia | Cronologia completa delle presenze e delle reti in nazionale ― Turchia | Cronologia completa delle presenze e delle reti in nazionale ― Turchia | Cronologia completa delle presenze e delle reti in nazionale ― Turchia | Cronologia completa delle presenze e delle reti in nazionale ― Turchia | Cronologia completa delle presenze e delle reti in nazionale ― Turchia |
| Data                                                                   | Città                                                                  | In casa                                                                | Risultato                                                              | Ospiti                                                                 | Competizione                                                           | Reti                                                                   | Note                                                                   |
| ---------------------------------------------------------------------- | ---------------------------------------------------------------------- | ---------------------------------------------------------------------- | ---------------------------------------------------------------------- | ---------------------------------------------------------------------- | ---------------------------------------------------------------------- | ---------------------------------------------------------------------- | ---------------------------------------------------------------------- |
| 30-5-2019                                                              | Adalia                                                                 | Turchia                                                                | 2 – 1                                                                  | Grecia                                                                 | Amichevole                                                             | -                                                                      |                                                                        |
| 7-9-2019                                                               | Istanbul                                                               | Turchia                                                                | 1 – 0                                                                  | Andorra                                                                | Qual. Euro 2020                                                        | -                                                                      | 61’                                                                    |
| 10-9-2019                                                              | Chișinău                                                               | Moldavia                                                               | 0 – 4                                                                  | Turchia                                                                | Qual. Euro 2020                                                        | -                                                                      |                                                                        |
| 11-10-2019                                                             | Istanbul                                                               | Turchia                                                                | 1 – 0                                                                  | Albania                                                                | Qual. Euro 2020                                                        | -                                                                      |                                                                        |
| 14-10-2019                                                             | Saint-Denis                                                            | Francia                                                                | 1 – 1                                                                  | Turchia                                                                | Qual. Euro 2020                                                        | -                                                                      |                                                                        |
| 14-11-2019                                                             | Istanbul                                                               | Turchia                                                                | 0 – 0                                                                  | Islanda                                                                | Qual. Euro 2020                                                        | -                                                                      |                                                                        |
| 3-9-2020                                                               | Sivas                                                                  | Turchia                                                                | 0 – 1                                                                  | Ungheria                                                               | UEFA Nations League 2020-2021 - 1º turno                               | -                                                                      |                                                                        |
| 11-10-2020                                                             | Mosca                                                                  | Russia                                                                 | 1 – 1                                                                  | Turchia                                                                | UEFA Nations League 2020-2021 - 1º turno                               | -                                                                      |                                                                        |
| 14-10-2020                                                             | Istanbul                                                               | Turchia                                                                | 2 – 2                                                                  | Serbia                                                                 | UEFA Nations League 2020-2021 - 1º turno                               | -                                                                      | 27’                                                                    |
| 24-3-2021                                                              | Istanbul                                                               | Turchia                                                                | 4 – 2                                                                  | Paesi Bassi                                                            | Qual. Mondiali 2022                                                    | -                                                                      | 72’                                                                    |
| 27-3-2021                                                              | Malaga                                                                 | Norvegia                                                               | 0 – 3                                                                  | Turchia                                                                | Qual. Mondiali 2022                                                    | -                                                                      |                                                                        |
| 30-3-2021                                                              | Istanbul                                                               | Turchia                                                                | 3 – 3                                                                  | Lettonia                                                               | Qual. Mondiali 2022                                                    | -                                                                      | 61’                                                                    |
| 3-6-2021                                                               | Paderborn                                                              | Turchia                                                                | 2 – 0                                                                  | Moldavia                                                               | Amichevole                                                             | -                                                                      |                                                                        |
| 11-6-2021                                                              | Roma                                                                   | Turchia                                                                | 0 – 3                                                                  | Italia                                                                 | Euro 2020 - 1º turno                                                   | -                                                                      |                                                                        |
| 16-6-2021                                                              | Baku                                                                   | Turchia                                                                | 0 – 2                                                                  | Galles                                                                 | Euro 2020 - 1º turno                                                   | -                                                                      | 73’                                                                    |
| Totale                                                                 |                                                                        | Presenze                                                               | 15                                                                     |                                                                        | Reti                                                                   | 0                                                                      |                                                                        |

## Palmarès

### Club

#### Competizioni nazionali
- Supercoppa di Turchia: 1

Beşiktaş: 2021
- Coppa di Turchia: 1

Beşiktaş: 2023-2024